# Дэвис, Дэвид (политик)
Дэвид Майкл Дэвис (англ. David Michael Davis; род. 23 декабря 1948) — английский политик, член Консервативной партии Великобритании. Министр по выходу Великобритании из Европейского союза (с 2016 по 2018 год).

## Биография
В 1971 году окончил Уорикский университет со степенью бакалавра наук в молекулярной физике и в компьютерном деле, в 1973 году — Лондонскую школу бизнеса со степенью магистра наук и Гарвардскую школу бизнеса в 1985 году.
Член Палаты общин от избирательного округа Бутферри в 1987—1997 годах (до 1996 года — на территории графства Хамберсайд, в 1996—1997 годах — графств Ист-Райдинг-оф-Йоркшир и Северный Линкольншир), от избирательного округа Холтемпрайс и Хауден в графстве Ист-Райдинг-оф-Йоркшир с 1997 по 18 июня 2008 года, а затем там же — начиная с дополнительных выборов 11 июля 2008 года (добровольно ушёл в отставку в знак протеста против введения правительством 42-дневного срока предварительного задержания в видах борьбы с терроризмом, тем самым спровоцировал дополнительные выборы с целью привлечь внимание общественности к угрозе, нависшей над гражданскими свободами, выставил свою кандидатуру и вновь победил, но лишился своего места в теневом кабинете). Занимал должность парламентского личного секретаря финансового секретаря Казначейства Фрэнсиса Мода (1988—1990), помощника парламентского организатора большинства (1990—1993), парламентского секретаря Управления государственной службы и науки (1993—1994). Теневой министр по внутренним, конституционным и правовым вопросам (2003—2004), теневой министр внутренних дел (2003—2008).
Младший министр по делам Европы в Правительстве Джона Мейджора (с 20 июля 1994 по 2 мая 1997).
Евроскептик.
В 2005 году он проиграл Дэвиду Кэмерону борьбу за пост лидера Консервативной партии.
13 июля 2016 года Дэвид Кэмерон ушел в отставку с должности премьер-министра в связи с исходом референдума о членстве Британии в Евросоюзе, на котором британцы проголосовали за выход Великобритании из ЕС. Преемником Кэмерона стала министр внутренних дел Великобритании Тереза Мэй, в её кабинете Дэвид Дэвис назначен министром по выходу Великобритании из Европейского союза.
6 июля 2018 года в ходе длившегося 12 часов заседания кабинета в загородной резиденции премьер-министра Чекерс был согласован план выхода страны из ЕС, который предусматривает создание зоны свободной торговли промышленными и сельскохозяйственными товарами, а также организацию совместной таможенной территории Евросоюза и Великобритании.
8 июля 2018 года Дэвис ушёл в отставку из-за несогласия с принятыми решениями.